# Jairo Velasco
Jairo Velasco (Bogotá, 9 de mayo de 1947) es un extenista profesional colombiano.

## Trayectoria
Velasco se une a Iván Molina para alcanzar la cuarta ronda del Abierto de Francia de 1971, antes de que la pareja perdiera ante los eventuales campeones Arthur Ashe y Marty Riessen. El diestro mejoró ese esfuerzo en el Abierto de Francia de 1973, esta vez en los dobles mixtos, compatriota Isabel Fernández de Soto, con quien logró clasificarse para las semifinales, donde fue derrotado en tres sets por Patrice DomInguez y Betty. Estufa. Se convirtió en el primer colombiano en llegar a la cuarta ronda del sorteo de individuales en un Grand Slam cuando venció a tres jugadores en el US Open de 1976, Ferdi Taygan, Barry Phillips-Moore y Bill Scanlon. Su carrera terminó cuando perdió contra Dick Stockton. Siguió siendo el único jugador de su país en llegar tan profundo en un torneo de Grand Slam hasta que Alejandro Falla hizo las cuatro rondas en el Abierto de Francia 2011.
El colombiano hizo siete finales de dobles en el circuito de tenis Grand Prix, ganando dos, en Kitzbühel y en casa en Bogotá. También hizo la final individual en Bogotá, en 1979, pero perdió contra Víctor Pecci. Ganó 24 gomas de singles para el equipo de la Copa Davis de Colombia, un récord nacional. En total, participó en 21 ligas y ganó un total de 33 partidos, habiendo ganado también nueve partidos de dobles. Fue un miembro notable del equipo que derrotó a Estados Unidos en la final de la Zona Norte y Centroamérica de la Copa Davis de 1974, derrotando tanto a Harold Solomon como a Erik Van Dillen en sus dos partidos individuales.
En la final Inter-Zonal de las Américas, que curiosamente presentó al equipo sudafricano, Velasco perdió su primer partido contra Bob Hewitt y también fue derrotado en dobles, para entregar el empate. Luego venció a Ray Moore en una goma muerta. Los colombianos, con Velasco en el lado, hicieron la final Inter-Zonal nuevamente en 1981, pero fueron derrotados por Chile. Al principio de su carrera, Velasco se mudó a Barcelona en España, donde todavía vive. Se casó con una lugareña y tuvo tres hijos, entre ellos Jairo Velasco Jr., que jugó Grand Slam y Gabriela Velasco Andreu, quien ha estado en el top 400 del mundo.